# Chironomus nitidicollis
Chironomus nitidicollis är en tvåvingeart som först beskrevs av Holmgren 1883.  Chironomus nitidicollis ingår i släktet Chironomus och familjen fjädermyggor. Inga underarter finns listade i Catalogue of Life.